# Dinemoleus indeprensus
Dinemoleus indeprensus is een eenoogkreeftjessoort uit de familie van de Pandaridae. De wetenschappelijke naam van de soort is voor het eerst geldig gepubliceerd in 1978 door Cressey & Boyle.